# Даріо Умберто Еррера
Да́ріо Умбе́рто Ерре́ра (ісп. Darío Humberto Herrera, нар. 24 лютого 1985, Андакольйо, Аргентина) — аргентинський футбольний арбітр.

## Кар'єра
Дебютував у Прімера В Насьйональ 27 листопада 2011 року у матчі Гільєрмо Браун — Бока Унідос. Вже наступного сезону обслуговував 4 поєдинки елітного аргентинського дивізіону. В сезоні 2013/2014 закріпився як рефері елітного Дивізіону.
В 2015 році Даріо отримує статус арбітра ФІФА, і 15 травня 2015 року дебютує на міжнародному рівні, в матчі 1/8 фіналу Кубка Лібертадорес між Бока Хуніорс та Рівер Плейт.
У 2017 році відпрацював 5 матчів на молодіжному чемпіонату Америки. 6 червня 2019 року відпрацював у товариському матчі між національними збірними Перу та Коста Рики.
26 січня 2020 року обслуговував поєдинок олімпійських збірних Парагваю та Перу, у відборі на Олімпіаду 2020. У кваліфікації до чемпіонату світу 2022 працював на двох поєдинках.